# تپه یار گله
تپه یار ه گله مربوط به میانه دوران‌های تاریخی پس از اسلام است و در شهرستان سنقر، بخش مرکزی، روستای یارگله واقع شده و این اثر در تاریخ ۱۲ تیر ۱۳۸۴ با شمارهٔ ثبت ۱۲۰۳۷ به‌عنوان یکی از آثار ملی ایران به ثبت رسیده است.